# TY Близнецов
TY Близнецов (лат. TY Geminorum) — одиночная переменная звезда в созвездии Близнецов на расстоянии (вычисленном из значения параллакса) приблизительно 3713 световых лет (около 1138 парсек) от Солнца. Видимая звёздная величина звезды — от менее +16,3m до +13m.

## Характеристики
TY Близнецов — красная пульсирующая переменная звезда, мирида (M) спектрального класса M9. Эффективная температура — около 3281 К.